# Pieve di Santa Maria (Vicopisano)
La pieve di Santa Maria è un luogo di culto cattolico in stile romanico-pisano che si trova a Vicopisano, in provincia e arcidiocesi di Pisa.

## Storia
Sorta nel XII secolo, sulle rovine di una precedente chiesa, già ricordata nel 934, si presenta con paramento in pietra verrucana levigata, sia in facciata che sui fianchi.
Il campanile è del 1775 e si trova sul retro, così come allo stesso secolo risale il prolungamento della navata laterale sinistra, visibile come blocco a sé stante.

## Descrizione

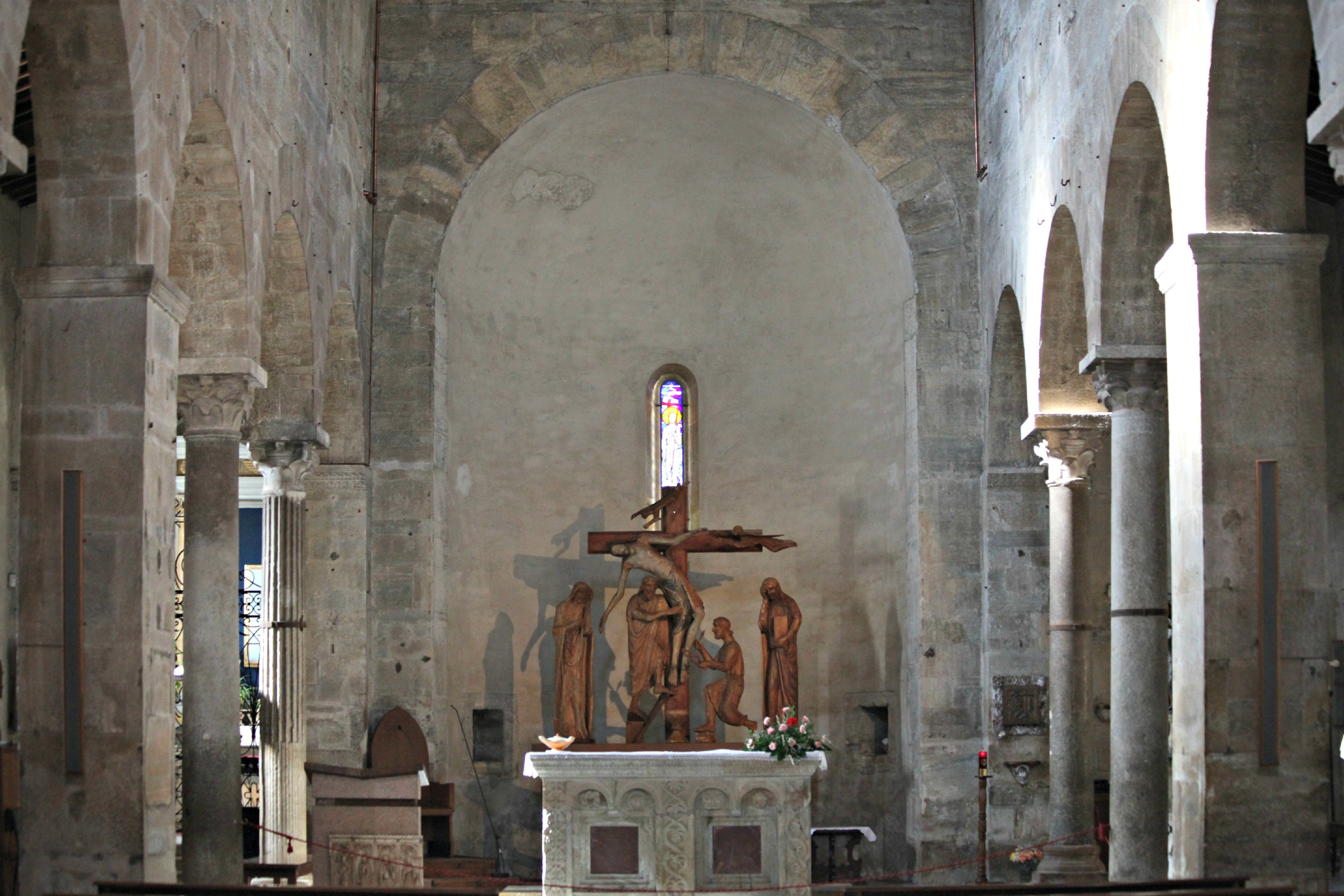
Interno

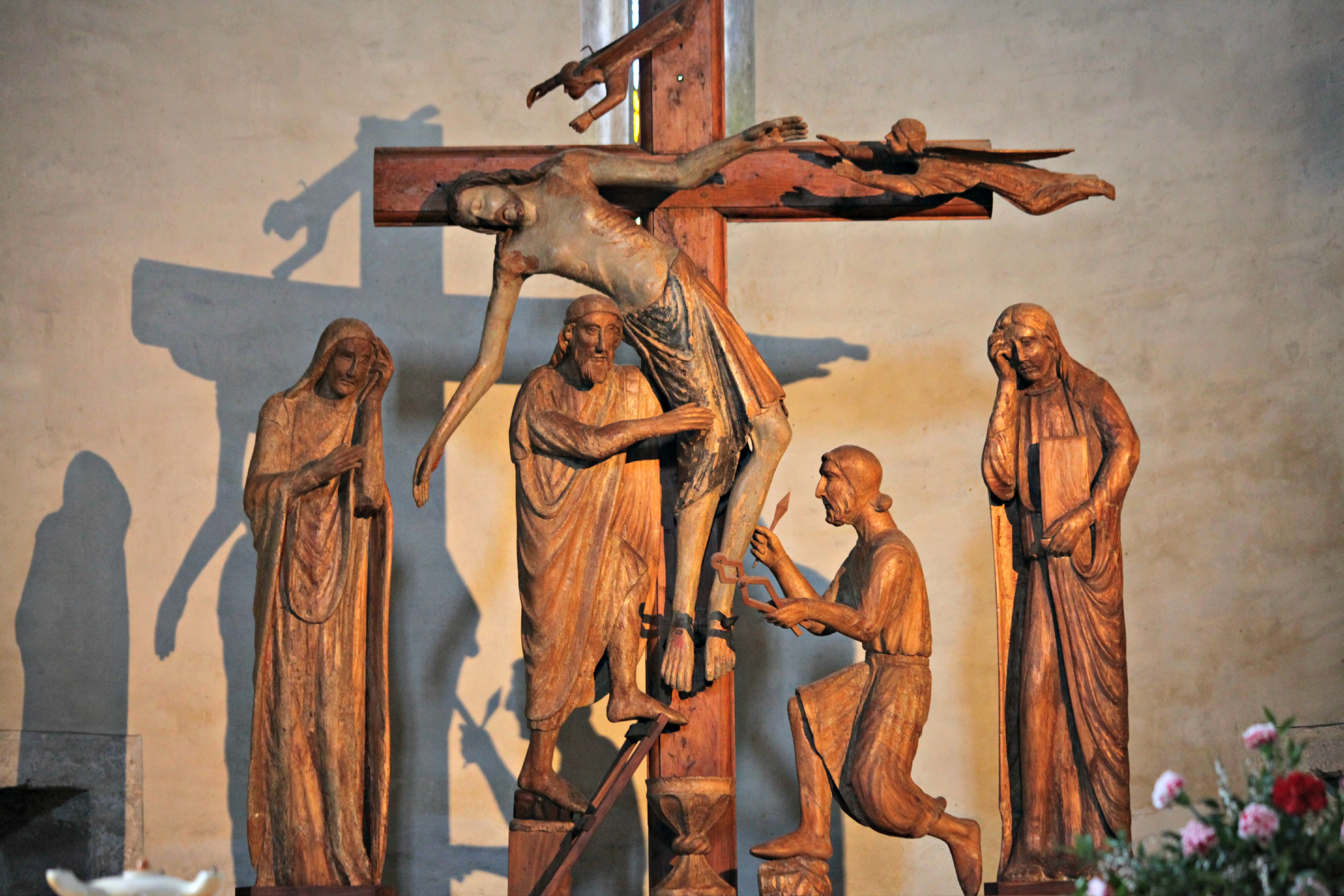
Deposizione dalla Croce (XIII secolo)

La facciata è articolata verticalmente da lesene in tre parti e orizzontalmente da un'esile cornice in due registri. Il registro inferiore reca tre portali, di cui quello centrale sormontato da lunetta, e sei archi ciechi a tutto sesto poggianti su mensole e includenti sei losanghe e sormontati da tre oculi nella parte centrale. Nel registro superiore si apre una bifora, mentre lo spiovente è decorato da archetti pensili retti da mensoline figurate, motivo che si ripete anche lateralmente sui due fianchi, sia al livello della navata centrale che di quelle laterali.
Un bassorilievo posto a sinistra della facciata rappresenta la Decollazione di S. Giovanni Battista ed è una lastra risalente ai secoli VIII-X e probabilmente recuperata dalla precedente chiesa.
All'interno gli spazi sono articolati da tre navate coperte da capriate lignee (quest'ultime restaurate nel 1912). La navata centrale, più alta, è delimitata su ciascun lato da otto archi a tutto sesto retti da sei colonne, con capitelli medievali o romani di spoglio, e da un pilastro a base quadrata a sostituire la quinta colonna. La navata centrale è illuminata in alto da quattro sottili finestre per lato, così come ciascuna delle due navate laterali.
La navata centrale termina con un'abside semicircolare, mentre le due laterali sono a fondo piatto (la cappella settecentesca barocca posta al termine della navata sinistra è un'aggiunta successiva).
Il ciclo di affreschi della seconda metà del XIII secolo, ed ascrivibili alla mano di due diversi artisti, riempiva le pareti della pieve ed oggi si presenta assai lacunoso. I pochi lacerti visibili descrivono Storie della Vergine e di Gesù Cristo e rimangono le scene dell'Annunciazione, Visitazione, Natività ed Erode ordina la Strage degli Innocenti (a destra), della Cattura di Cristo e Pentecoste (a sinistra) e il Battesimo di Cristo e San Giorgio, il Drago e la Principessa (in controfacciata).
Dietro l'altare principale, riassemblato recentemente da pezzi e lastre antiche, è collocato l'opera più preziosa della chiesa: un gruppo ligneo raffigurante la Deposizione dalla Croce di un anonimo artista dei primi anni del Duecento). Il corpo senza vita di Cristo è sorretto da Giuseppe di Arimatea, mentre Nicodemo è raffigurato nell'atto di togliere i chiodi dalle mani e dai piedi. Completano la raffigurazione i due dolenti, la Vergine a sinistra e Giovanni Evangelista a destra. Questo tipo di rappresentazione trova solo altri due esempi in tutta la Toscana ed illustra un artista evoluto ben al di là della rigidità della sculture del suo tempo.
A livello della terza campata, su entrambi i lati, sono posti due altari barocchi, raffiguranti la Vergine Bambina con i Santi Anna, Antonio, Gioacchino e Francesco (a destra) e la Vergine col Bambino (a sinistra), entrambi di ignoti artisti del XVI-XVII secolo.
A livello della settima campata, a destra, è posto un altro altare barocco, raffiguranti la Vergine col Bambino, san Giovannino e San Giuseppe, ancora di ignoto artista del XVI-XVII secolo. Sulla navata sinistra, allo stesso livello, è posta invece una nicchia trecentesca in stile gotico con l'alta statua lignea di San Giovanni Battista (alta 2,40 m) scolpita da Nino Pisano nello stesso secolo.
Altri arredi degni di nota sono un'acquasantiera ricavata da un cippo etrusco e sorretta da un capitello romano rovesciato (inizio navata destra), un'acquasantiera duecentesca (navata sinistra) e il piccolo fonte battesimale marmoreo quattrocentesco con il Battesimo di Cristo in rilievo ed una statua bronzea del Battista a decorarlo (navata destra).

## Stile
La pieve è un esempio ben conservato di architettura del romanico pisano; ciò è valido per l'esterno (pietra verrucana, archetti ciechi pensili, arcate cieche con losanghe, lesene, etc), ed a maggior ragione vale anche per l'interno che, a parte pochi interventi del Seicento (consistenti nell'addossamento alle pareti laterali di alcuni altari e lapidi tombali) ripropone fedelmente l'originale impianto basilicale con la navata centrale delimitata da colonne romane e medievali ed archi a tutto sesto e le due navate laterali, ciascuna la metà della navata centrale, delimitate dalle mura perimetrali affrescate.
È interessante notare come la presenza delle colonne romane non sia in nessun modo da collegare a preesistenti edifici romani, ma sia bensì legata ad una ben nota usanza dei mercanti pisani medievali: quella cioè di asportare (principalmente da Roma o Ostia), le vestigia dei templi romani ancora esistenti. Con questa operazione si raggiungevano due obiettivi: si otteneva materiale da costruzione già lavorato ed a buon mercato ed inoltre ci si impossessava di "pezzi" di quella Roma imperiale di cui i pisani, con la loro potenza navale, si ritenevano diretti eredi.